# Alabama Song
 Alabama Song  (також відома під назвами «Whisky Bar» або «Moon over Alabama» чи «Moon of Alabama») — англомовна пісня написана гурту Бертольдом Брехтом і Куртом Вайлєм.
У 1927 році був опублікований текст, написаний Брехтом, оригінальна музика до нього, пізніше аранжована К. Вайлем, була написана Францем Брун'є. У тому ж році Вайль поклав його на музику для «сценічної кантати» Mahagonny-Songspiel. Потім пісня увійшла в оперу Вайля «Піднесення і падіння міста Махагонні» (1930). Оригінальний текст пісні — англійський, і вона виконується англійською в тому числі і в німецьких постановках опери.

## Версія The Doors
У 1967 році пісня увійшла в однойменний перший альбом гурту «The Doors» під назвою «Alabama Song (Whisky Bar)». Слова Show us the way to the next pretty boy були змінені Джимом Моррісоном на Show me the way to the next little girl.

## Версія Девіда Боуї
Шанувальник Брехта Девід Боуї виконував пісню на концертах під час світового турне 1978 року, а потім, записавши її в студії, випустив як сингл разом з акустичною версією «Space Oddity». Сингл досяг у грудні 1979 року 23 місця в чартах Великої Британії. Надалі Боуї неодноразово виконував «Alabama Song» на концертах. Пісня увійшла до концертного альбому «Stage», записаного під час світового туру 1978 року.